# Trentepohlia (Mongoma) madagascariensis madagascariensis
Trentepohlia (Mongoma) madagascariensis madagascariensis is een ondersoort van de tweevleugelige Trentepohlia (Mongoma) madagascariensis uit de familie steltmuggen (Limoniidae). De ondersoort komt voor in het Afrotropisch gebied.